# Panulia punctilinea
Panulia punctilinea là một loài bướm đêm trong họ Geometridae.